# 1888 en musique
| \| • Retour à la chronologie générale de la musique populaire • \| |
| XXIe siècle • XXe siècle • XIXe siècle • XVIIIe siècle XVIIe siècle • XVIe siècle • XVe siècle • XIVe siècle XIIIe siècle • XIIe siècle • XIe siècle • Xe siècle IXe siècle • VIIIe siècle • Haut Moyen Âge • Rome • Grèce |
| • Retour à la chronologie générale de la musique populaire • |

| • Retour à la chronologie générale de la musique populaire • |

| Années de la musique populaire : 1885 - 1886 - 1887 - 1888 - 1889 - 1890 - 1891    |
| Décennies de la musique populaire : 1850 - 1860 - 1870 - 1880 - 1890 - 1900 - 1910 |

## Événements et œuvres
- 30 mars :  Jean Baffier fonde à Paris la Société des Gâs du Berry rassemblant des vielleux et des cornemuseux.
- 11 mai :  création du quatrième Caveau lyonnais, une goguette de Lyon ; le chansonnier français Xavier Privas y fait ses débuts cette année-là.
- Samuel Cohen compose la musique de Tikvatenou (תקותנו en hébreu, Notre espoir), d’après une mélodie populaire roumaine de Moldavie ; ce chant devient en 1948 l’hymne national de l’État d’Israël.
- Mario Pasquale Costa, Lariulà, chanson napolitaine[1].
- Chanson Aimé de sa Portière !, musique de Frantz Liouville, paroles d'Émile Baneux[2].
- Chanson Le Fiacre de Léon Xanrof, interprétée par Yvette Guilbert[3].
- Papa Jack Laine monte son premier orchestre à l'âge de quinze ans, une fanfare Reliance Brass Band qui est la première formation à mêler les musiques européenne, africaine et latine[4].

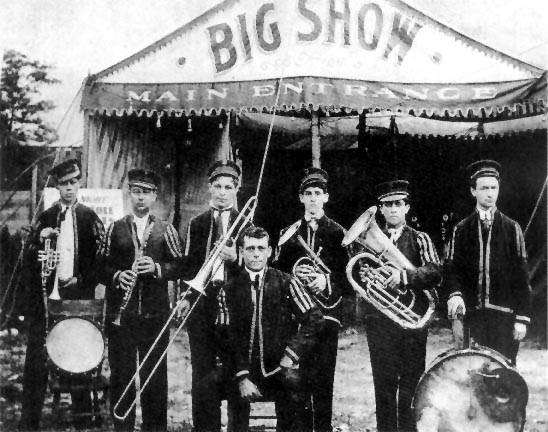
Le groupe de Jack Laine devant un chapiteau de concert à La Nouvelle-Orléans en 1910

- Création par Paulus de la chanson Le Père la Victoire, musique de Louis Ganne, paroles de Lucien Delormel et Léon Garnier.

## Naissances
- 27 janvier :  Marc Constantin, parolier, chansonnier prolifique, librettiste et auteur de théâtre français († 31 décembre 1810).
- 12 mars :  Hall Johnson, chef de chœur, arrangeur et compositeur de gospel américain († 30 avril 1970).
- 21 mai :  May Aufderheide, compositrice américaine de ragtime († 1er septembre 1972).
- 3 juin :  Red Brown, tromboniste, contrebassiste et un des premiers chefs d'orchestre de jazz dixieland américain († 25 mars 1958).
- 19 juin :  Clarence Woods, pianiste et compositeur américain de musique ragtime († 30 septembre 1956).
- 4 juillet :  Irene Cozad, pianiste et compositrice de musique ragtime († 2 août 1970).
- 9 août :  André Perchicot, coureur cycliste, devenu par la suite chanteur de café-concert († 3 mai 1950).
- 12 août :  Irene M. Giblin, pianiste et compositrice américaine de ragtime († 12 mai 1974).
- 12 septembre :  Maurice Chevalier, chanteur français († 1er janvier 1972).
- 25 octobre :  Clarence C. Wiley, pianiste et compositeur américain de ragtime († 2 mars 1908).
- 15 novembre :  Artie Matthews, pianiste et compositeur américain de musique ragtime († 25 octobre 1958).
- 26 novembre :  Francisco Canaro, (né Francisco Canarozzo, connu en tant que Pirincho), chef d'orchestre, compositeur et violoniste de tango († 14 décembre 1964).
- 6 décembre :  Willie Eckstein (en), pianiste et compositeur de ragtime et jazz canadien († 23 septembre 1963).

## Décès
- 31 mars :  Victor Herpin, compositeur et chef d'orchestre français, qui a écrit les musiques de près d'une centaine de chansons, (° 19 avril 1846).
- 22 octobre :  Félix Milliet, poète et chansonnier français (° 19 juillet 1811).

- 26 décembre :  Alfred Vance, artiste de music-hall britannique (° 1839).